# AC Trento 1921
Die Associazione Calcio Trento 1921 S.r.l. (vormals Trento Calcio 1921) ist ein Fußballklub aus der italienischen Stadt Trient in der Region Trentino-Südtirol.
Die Vereinsfarben sind Gelb-Blau. Als Stadion dient dem Verein das Stadio Briamasco mit 4.227 Sitzplätzen.

## Geschichte
Zu Beginn des 20. Jahrhunderts begann man im Trentino erstmals damit, Fußball zu spielen. Die Unione Ginnastica und die Polisportiva Sport Pedestre aus Trient waren die ersten Sportvereine, die eine Fußballabteilung in ihr Programm aufnahmen. Als erster Fußballplatz diente dabei die Piazza Venezia.
1921 wurde dann Pro Trento gegründet, im September 1922 spielte die Mannschaft erstmals im neugebauten Stadio Briamasco. Im Herbst 1923 wurde die Mannschaft in AC Trento umbenannt. In der Zwischenkriegszeit spielte man unter ständig wechselnden Vereinsnamen u. a. in der I. Divisione (später Serie C, heute Lega Pro).
In der Saison 1945/46 spielte Trento im Girone B der Serie B, wo man den zwölften und damit letzten Platz belegte. Während der zehn Jahre unter der Präsidentschaft von Renzo Helfer von 1948 bis 1958 pendelte der Verein zwischen der Serie C und der vierten Liga hin und her.
Nach Helfer wurde Ito Del Favero zum neuen Präsidenten und der Verein konnte sich als beste Mannschaft des Trentino etablieren, indem man in der Serie D mit guten Leistungen glänzen konnte, ehe man am 31. Mai 1970 nach einem Entscheidungsspiel gegen Pordenone in die Serie C zurückkehren konnte. In der Saison 1978/79 spielte der Verein in der neu gegründeten Serie C1, wo man den viertletzten Platz belegte und damit in die Serie C2 abstieg. In der folgenden Saison kehrte die Mannschaft jedoch nach einem Sieg gegen Calcio Padova im Elfmeterschießen in die Serie C1 zurück. 1991 stieg der Club in die Serie C2 ab, wo man vier Spielzeiten blieb, ehe im Jahr 1995 der Abstieg in die Serie D folgte. Danach pendelte Trento Calcio zwischen der Serie C2 und der Serie D hin und her.
Im Jahr 2004 wurde der Club von Nuovo Calcio Trento  in Trentino Calcio 1921 umbenannt. 2006 erfolgte die Umbenennung in Società Sportiva Dilettantistica Trento Calcio 1921. Nach der Saison 2008/09 steig man in die fünftklassige Eccellenza ab, danach war der Klub Fahrstuhlmannschaft zwischen der Serie D und der Eccellenza Trentino-Alto Adige.
Am Ende der Saison 2013/14 ging der Verein in die Insolvenz. Im Sommer 2014 wurde eine die Associazione Calcio Trento Società Cooperativa Sportiva Dilettantistica als Rechtsnachfolgerin gegründet. In der Saison 2020/21 kehrte der Klub in die Serie C zurück. 2021 erhielt er seinen aktuellen Namen Associazione Calcio Trento 1921.

## Ehemalige Spieler
- Daniele Balli
- Luigi De Agostini
- Angelo Domenghini
- Giuseppe Sannino
- Giuseppe Signori
- Attilio Tesser
- Francesco Toldo

## Ehemalige Trainer
- Lorenzo D’Anna
- Sergio Buso
- Alberto Cavasin
- Mario David
- Paolo Ferrario
- Antonio Filippini
- Ferenc Hirzer
- Enzo Robotti
- Bruno Tedino